# Inspektorat Gdańsk Wolne Miasto Armii Krajowej
Inspektorat Gdańsk Wolne Miasto Armii Krajowej – terenowa struktura Podokręgu Północno-Zachodniego z  Okręgu Pomorze Armii Krajowej.
Inspektorat posiadał strukturę szkieletową.